# 関山耕司
関山 耕司 (せきやま こうじ、1929年5月22日 - 1995年) は、日本の俳優。東京都文京区出身。

## 来歴・人物
電機学校卒業後、東映へ入社。脇役として映画やテレビ映画に数多く出演しており、角刈りにした強面の外見から、悪役では武闘派ヤクザや暴力看守、善人役では警察関係者を多く演じた。若山富三郎がひきいた俳優集団「若山組」のメンバーだった。1995年、心臓発作のため死去。

## 出演作品

### 映画
- どたんば （1957年）
- 点と線 （1958年）
- 男ならやってみろ （1960年） - 笹井 (白バイ隊)
- 多羅尾伴内 七つの顔の男だぜ （1960年）
- 風来坊探偵シリーズ（1961年）
  - 風来坊探偵 赤い谷の惨劇 - ヨダレの政
  - 風来坊探偵 岬を渡る黒い風 - ガチャメの六
- ファンキーハットの快男児 二千万円の腕 （1961年） - 中本
- 悪魔の手毬唄 （1961年）
- 松本清張のスリラー 考える葉 （1962年）
- 暗黒街最後の日（1962年）
- 殺人鬼の誘惑 （1963年） - 森
- やくざの歌 （1963年） - 吉本
- 人生劇場 飛車角 （1963年）
- 昭和侠客伝 （1963年） - 大月
- おかしな奴 （1963年）
- 日本侠客伝シリーズ （1964年）
- 飢餓海峡 （1965年） - 堀口刑事
- 昭和残侠伝シリーズ （1965年）
- 網走番外地シリーズ （1965年）
- カミカゼ野郎 真昼の決斗 （1966年） - 警察署長
- 続兄弟仁義 （1966年）
- 博徒解散式 （1968年） - 権藤
- 黄金バット （1966年） - 宇宙怪人ナゾー
- 妖艶毒婦伝 般若のお百（1968年）
- 人生劇場 飛車角と吉良常 （1968年）
- 極道シリーズ （1968年）
- 不良番長シリーズ （1968年）
- 現代やくざ 与太者の掟 （1969年） - 花井
- 捨て身のならず者（1970年）
- シルクハットの大親分 （1970年）
- やくざ刑事 マリファナ密売組織 （1970年） - 真野光男
- 経験 （1970年）
- ポルノの帝王（1971年）- 陣馬の手下
- 不良街（1972年） - 鈴村
- 子連れ狼 子を貸し腕貸しつかまつる （1972年） - 官兵衛
- 賞金首 一瞬八人斬り （1972年）
- 女囚さそり けもの部屋 （1973年）
- 海軍横須賀刑務所（1973年）- 海坊主
- 0課の女 赤い手錠 （1974年）
- 従軍慰安婦（1974年）
- 仁義の墓場 （1975年）
- 東京ふんどし芸者（1975年）
- 新宿酔いどれ番地 人斬り鉄（1977年）
- 犬神の悪霊 （1977年）
- 新・女囚さそり 特殊房X （1977年）
- 火の鳥 （1978年）
- お葬式 （1984年）
- タンポポ （1985年）-タクシーの運転手
- マルサの女2 （1988年）
- ミンボーの女 （1992年）
- 第1回 欽ちゃんのシネマジャック「なんかヘン?」 （1993年）
- みんな〜やってるか! （1995年）

### テレビ映画
- コロちゃんの冒険（1959年）
- 七色仮面 第二部「レッドジャガー編」（1959年） - 山本警部
- 特別機動捜査隊 第210話「ペン・フレンド」（1965年）
- 土曜日の虎 第7話「黒いドック」（1966年）
- 素浪人 月影兵庫 第2シリーズ 第42話「女房の尻に敷かれていた」（1967年）
- 忍者ハットリくん+忍者怪獣ジッポウ 第7話「コケコッコーは結構でござる」（1967年） - 全国にわとり解放連盟理事長
- ローンウルフ 一匹狼 第21話「さらばわが友よ」（1968年）
- ゴールドアイ 第15話「死闘また死闘」（1970年）
- 長谷川伸シリーズ 第6話「一本刀土俵入り」（1972年） - 立科
- 唖侍 鬼一法眼 第3話「火炎の街道」（1973年） - 一郎太
- 右門捕物帖 第2話「燃える男」 (1974年）
- 助け人走る 第31話「狂乱大決着」（1974年、ABC / 松竹） - 中間うど平
- ザ・ボディガード 第15話「私は漂泊の女」（1974年）
- 悪魔のようなあいつ 第1話・第2話 （1975年） - 灰山
- コンドールマン 第15話「戦慄の日本炎上作戦」 - 第17話「火の海を突破せよ!!」（1975年） - バッサン・ランマ大佐 / ギラーメン
- ザ★ゴリラ7 第16話「軍用拳銃密売人」（1975年） - 森戸組幹部
- 非情のライセンス
  - 第2シリーズ 第76話「兇悪の慕情」（1976年） - 保坂
  - 第2シリーズ 第93話「兇悪のM16自動小銃」（1976年） - 花山
  - 第2シリーズ 第100話「兇悪の情景」（1976年） - 広仁会幹部
  - 第3シリーズ 第7話「兇悪の予言・霊感を売る女」（1980年） - 公衆電話の男 ※ノンクレジット
- ベルサイユのトラック姐ちゃん 第2話「ベルトラ姐ちゃん大暴れ!」（1976年）
- 快傑ズバット 第7話「悪い風だぜ港町」（1977年） - 不死身の道斎
- 特捜最前線
  - 第37話「犯罪都市・25時の慕情」（1977年） - 赤木要蔵
  - 第80話「新宿ナイト・イン・フィーバー」（1978年）
  - 第177話「天才犯罪者・未決囚1004号!」（1980年） - 囚人
- 大追跡 第6話「ワルは眠らせろ」（1978年） - 津上刑事
- 柳生一族の陰謀 第24話「赤い薔薇には手を出すな」（1979年）
- 鉄道公安官 第19話「大混線・ニセ公安官現わる」（1979年）
- ザ・スーパーガール 第17話「女囚脱獄 復讐に燃えた女体」（1979年） - 城西署 署長
- 噂の刑事トミーとマツ 第3話「女装で迫るトミーとマツ」（1979年）
- 3年B組金八先生 第7話「学ラン長ラン大混ラン」 （1979年）- 楓中学 体育教師 大石
- 大激闘マッドポリス'80 第1話「マフィアからの挑戦」（1980年） - ジャパンマフィア幹部
- 大江戸捜査網 第447話「幻の恋に泣く女」（1980年）
- ザ・ハングマン 第17話「地獄へ送る世紀の大魔術」（1981年） - 西尾
- 西部警察 PART-II 第30話「別離（わかれ）のラストフライト」（1983年） - 竜神会 会長
- 時代劇スペシャル / 御金蔵破り 佐渡の金山を狙え （1983年）
- NHK新大型時代劇 / 宮本武蔵 （1984年）
- 月曜ドラマランド / てんてん娘 （1984年）
- あいつがトラブル 第9話「恐怖の白バイ野郎」（1990年）
- 世にも奇妙な物語 秋の特別編 / そこに扉があった （1990年）
- 木曜ゴールデンドラマ / 小指の思い出 （1991年）

など

### バラエティ
- ドリフ大爆笑 （1980年代） ※コント内のヤクザ役などで度々出演
- 痛快なりゆき番組 風雲!たけし城 （1986年）
- とんねるずのみなさんのおかげです（1990年）※「スパイ大作戦'90」 アマルカンド役